# Evelyn Pollock
Evelyn Pollock (* 1977 in Chicago) ist eine US-amerikanische Opernsängerin (Sopran/Koloratursopran).

## Leben
Evelyn Pollock absolvierte ein Psychologiestudium an der Northwestern University, das sie mit magna cum laude ab schloss. Danach studierte sie Gesang an der Indiana University Bloomington und an der Northwestern University. Ihre Gesangslehrerin war die international berühmte Sängerin Costanza Cuccaro.
Nach ihrem Gesangsstudium gastierte Evelyn Pollock, die Preisträgerin mehrerer US-amerikanischer Gesangswettbewerbe ist, u. a. in folgenden Opernhäusern der USA: Santa Fe Opera, Florida Grand Opera, Opera Company Philadelphia, Michigan Opera Theater, Minnesota Opera, Palm Beach Opera, Hawaii Opera Theater, Kentucky Opera. Seit der Spielzeit 2007/2008 ist Evelyn Pollock festes Ensemblemitglied am Theater St. Gallen, wo sie als Lucia in Lucia di Lammermoor positive Kritiken erhielt.
Die Künstlerin ist mit dem Tenor Derek Taylor verheiratet. Das Ehepaar tritt immer wieder gemeinsam auf der Bühne in Erscheinung, etwa als Violetta und Alfredo in La traviata.
Neben ihrer Bühnenpräsenz ist Evelyn Pollock  als Oratorien-, Lied- und Konzertsängerin tätig. 2007 debütierte sie mit Wolfgang Amadeus Mozarts Regina Coeli an der Carnegie Hall.

## Repertoire
- Violetta in La traviata
- Lucia in Lucia di Lammermoor
- Musetta in La Bohème
- Frau Fluht in Die lustigen Weiber von Windsor
- Micaela in Carmen
- Manon in Manon
- Pamina in Die Zauberflöte
- Lakmé in Lakmé
- Juliette in Roméo et Juliette
- Norina in Don Pasquale
- Susanna in Le nozze di Figaro
- Zerlina, Donna Elvira in Don Giovanni
- Adele in Die Fledermaus
- Zdenka in Arabella
- Gilda in Rigoletto
- Rosina in Der Barbier von Sevilla
- Mademoiselle Silberklang in Der Schauspieldirektor